# Roualeyn George Gordon-Cumming
Pour les articles homonymes, voir Gordon-Cumming.
Roualeyn George Gordon-Cumming, né le 15 mars 1820 à Altyre et mort le 24 mars 1866 à Fort Augustus, est un explorateur et chasseur de lions écossais.

## Biographie
Fils de Sir William Gordon-Cumming, 2nd Baronet (en) et d'Eliza Maria Gordon-Cumming (en), il fait ses études à Eton et s'engage dans la cavalerie légère de la compagnie britannique des Indes orientales à Madras en 1839 comme cornette. Il quitte l'armée après deux années en Inde et rejoint les Cape Mounted Riflemen (en). Dès 1842 il organise ainsi des chasses dans le sud de l'Afrique, en particulier dans le Bechuanaland et dans la vallée du Limpopo et bat le record du nombre de lions tués, en en abattant 27.
Chasseur de toutes sortes d'animaux africains, il fonde à Londres un musée où il expose ses trophées et écrit Five Years of a Hunter's Life in the Far Interior of South Africa édité en 1850 à Londres et publié en France par Alexandre Dumas en 1860 sous le titre La Vie au désert, cinq ans de chasse dans l'intérieur de l'Afrique méridionale. David et Charles Livingstone tout en louant les descriptions véridiques de Gordon-Cumming, ne cautionnent pas ses chasses qui sont pour eux des « détails nauséabonds de l'abattage aveugle d'animaux sauvages ». Livingstone qui a rencontré à diverses reprises Gordon-Cumming le considère comme un « écossais fou » qu'il doit parfois sortir de mauvaises passes et qui entrave ses propres projets. Lorsque Gordon-Cumming fournit à Sechele I (en), le dirigeant du peuple Kwêna du Botswana, des fusils en échange d'ivoire, c'est Livingstone qui est accusé d'avoir armé les Africains et, par vengeance, les partisans d'Hendrik Potgieter limogent la mission de Kolobeng et y réduisent les femmes et les enfants africains de la mission en esclavage.
Jules Verne mentionne ses chasses dans ses romans Cinq Semaines en ballon (chapitre I) et Aventures de trois Russes et de trois Anglais dans l'Afrique australe (chapitre V).